# Sideritis osteoxylla
Sideritis osteoxylla là một loài thực vật có hoa trong họ Hoa môi. Loài này được (Pau) Alcaraz & al. miêu tả khoa học đầu tiên năm 1987.

## Hình ảnh

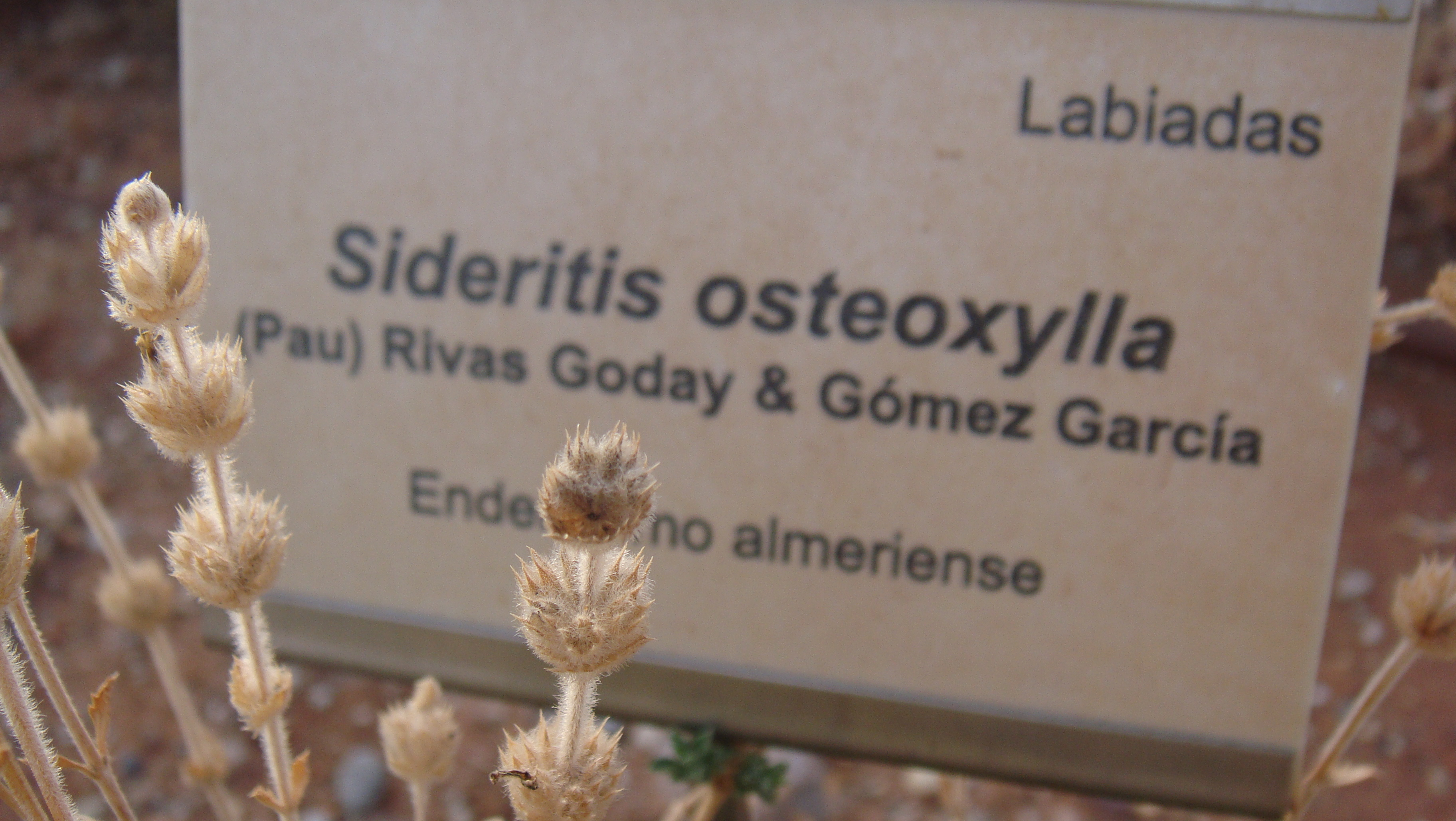